# Mbah Maridjan
Mbah Maridjan (5 de fevereiro de 1927 - 26 de outubro de 2010) foi um cidadão indonésio que era conhecido como "guardião espiritual" do vulcão Merapi. Faleceu em decorrência de uma erupção do mesmo.